# Skarð á Skarðsströnd

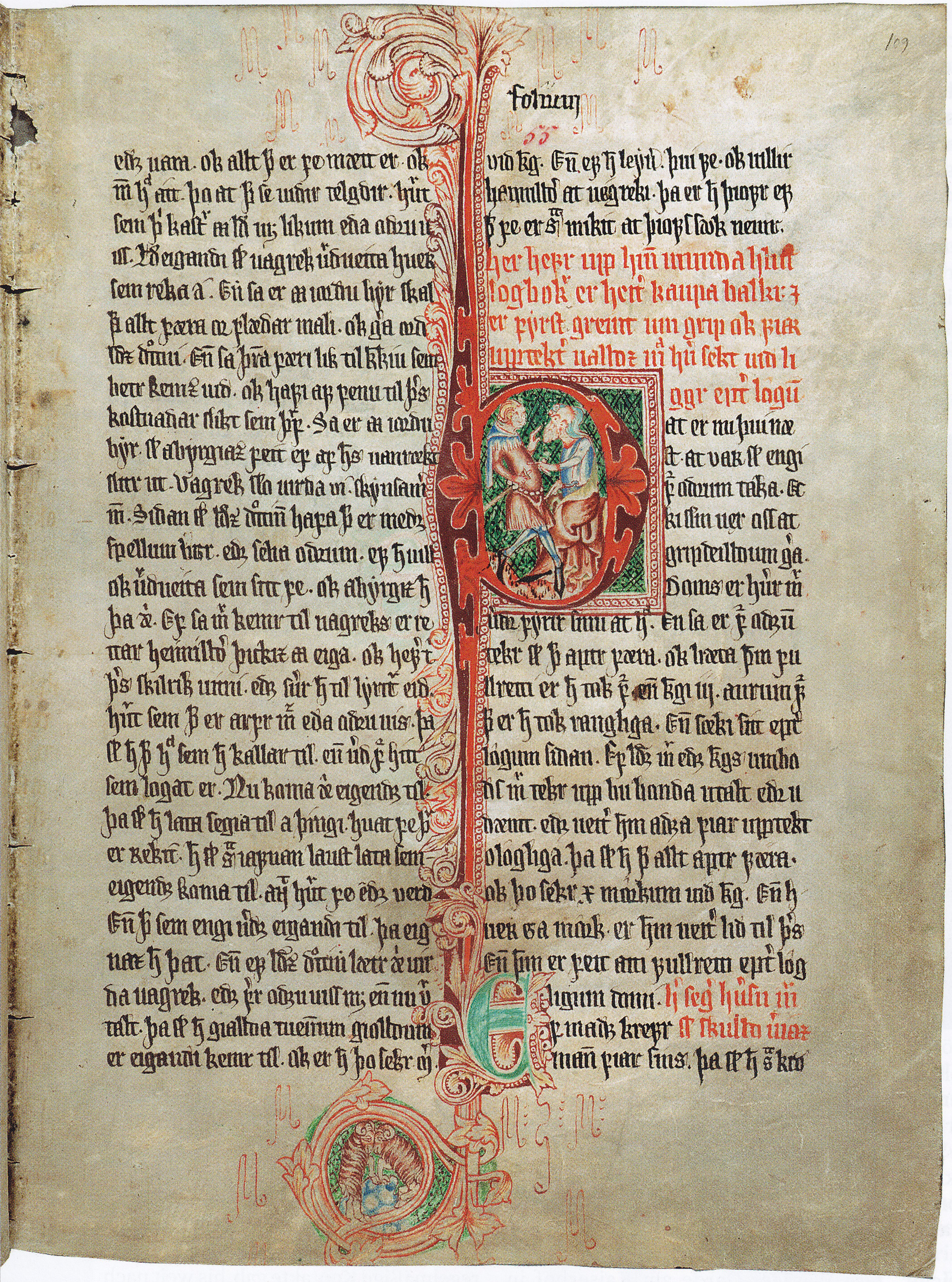
Einzelne Seite der Jónsbók Gesetzessammlung (Skarðsbók Jónsbókar)

Bei Skarð á Skarðsströnd handelt es sich um einen historischen Ort, Pfarrhof und Gutshof in Island. Er liegt im Nordwesten der Gemeinde Dalabyggð.

## Geografie
Der Hof befindet sich auf der Halbinsel Klofningsnes im Westen des Landes. Die Halbinsel ragt von Osten her in den Fjord Breiðafjörður hinein, wobei sich Skarð auf der Nordseite, die nach dem Hof Skarðsströnd genannt wird, und gleichzeitig nicht weit von der westlichen Spitze der Halbinsel befindet.

## Name
Der Name bedeutet zu Deutsch „Scharte“ oder „Gebirgspass“.

## Geschichte
Der Hof ist seit dem 11. Jahrhundert im Besitz derselben Familie.
Hier hatte sich lt. Landnahmebuch Gerimundur heljarskinn Hjörsson niedergelassen.
Danach gibt es keinerlei Berichte über Bewohner der Gegend bis zum Anfang des 12. Jahrhunderts, als der Hof Húnbogi Þorgilsson gehört, vermutlich ein Bruder von Ari dem Gelehrten.
Besonders viele Geschichten ranken sich jedoch um Björn ríki Þorleifsson (1408–1467) und seine Frau Ólöf Loftsdóttir, die von dort aus im 15. Jahrhundert über den Breiðafjörður herrschten, vom Mittelalter bis in die Neuzeit eine der reichsten Gegenden des Landes. Björn ríki wurde von Engländern getötet und seine Frau zog daraufhin gegen sie in einen Privatkrieg, wobei sie ca. 60 Mann gefangen nahm und für sich Zwangsarbeit leisten ließ.
In der Kirche ist immer noch eine Altartafel aus der Zeit zu sehen, die angeblich von Ólöf gespendet wurde.

## Kirche
Lange war die hiesige Kirche die angesehenste im ganzen Bezirk.
Die heutige Kirche wurde in den Jahren 1914–16 erbaut, nachdem die ältere Holzkirche vom Sturm hinweggefegt worden war, und 1977–1983 renoviert.
Einige außerordentliche Kostbarkeiten birgt diese Kirche. Dazu gehört die schon erwähnte Altartafel, die eine der wenigen mit Alabasterfiguren ausgestatteten in Island ist (vgl. Þingeyrarkirkja).
Die mit Bildern verzierte Kanzel wurde vom damaligen Herrn auf Skarð Daði Bjarnason (1565–1633) und seiner Frau Arnfríður Benediktsdóttir (1569–1647) gestiftet, die beide auch auf der Kanzel verewigt sind.

## Mittelalterliche Handschriften
Nach diesem Ort sind auch zwei bemerkenswerte Handschriften benannt, bei der einen handelt es sich um eine Sammlung von Gesetzestexten (Jónsbók), bei der anderen um Heiligenlegenden. Beide tragen den Namen Skarðsbók und wurden vermutlich von den reichen Gutsbesitzern von Skarð in Auftrag gegeben.

## Hafen
In der Nähe befindet sich eine kleine Schiffslende für Fischerboote.
Von Alters her waren hier bei Skarðsstöð eine Anlegestelle und ein Hafen, der lange als der beste im Bezirk Dalasýsla galt.
Zudem findet sich in der Nähe des kleinen Hafens eine Braunkohlenmine, die während des Ersten Weltkriegs in Betrieb war.